# Olof August Brodin

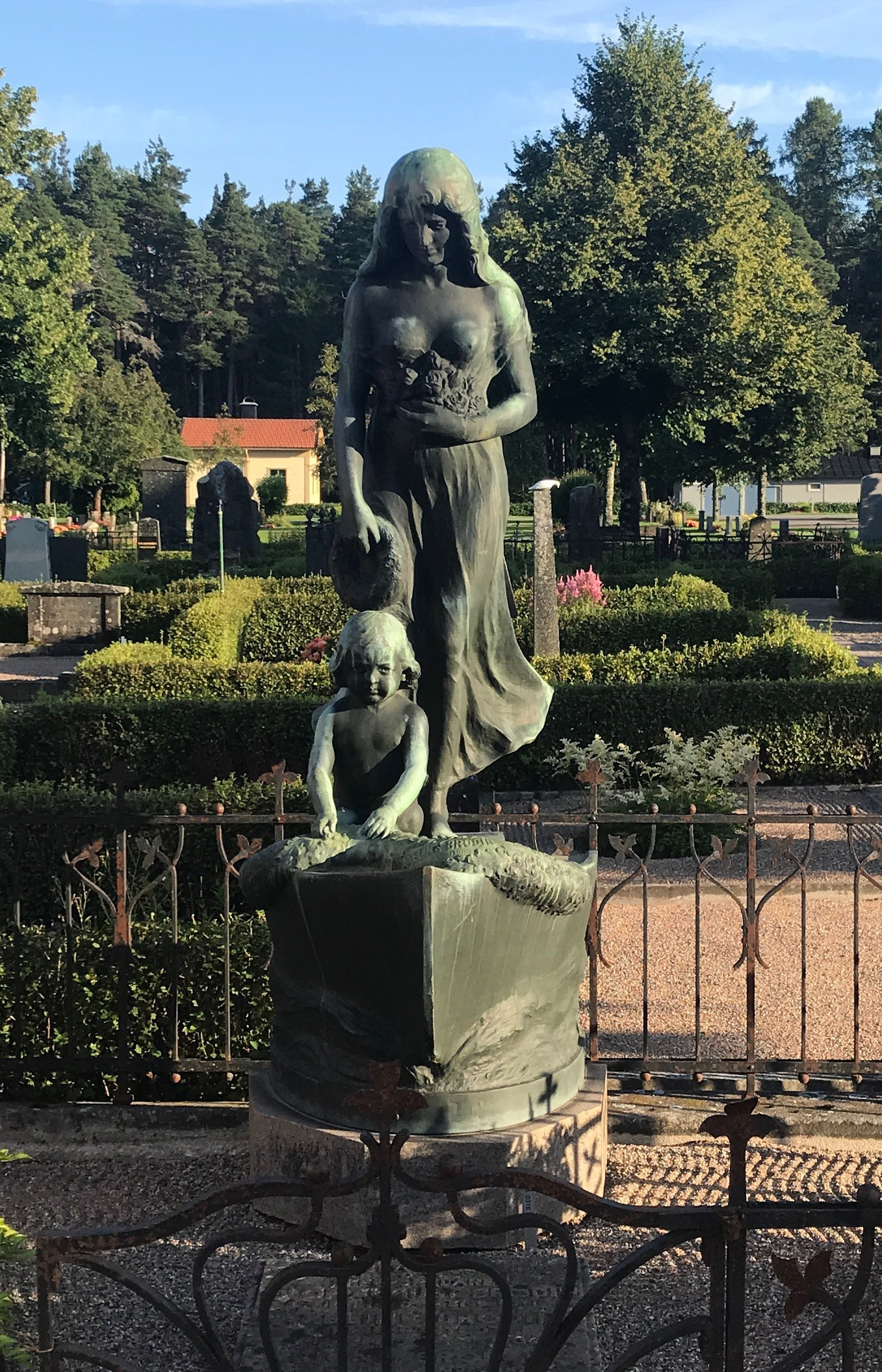
Gravvård på Gamla kyrkogården, Gävle skapad av Ida Matton.

Olof August Brodin (i riksdagen kallad Brodin i Gävle), född 12 augusti 1840 i Gävle, död där 31 januari 1911, var en svensk skeppsredare och politiker (liberal). 
Olof August Brodin, som var son till sjökaptenen Olof Brodin och Katarina Kristina Norman, var skeppsbyggmästare och redare i Gävle stad 1867–1909. Han var också ledamot i stadsfullmäktige 1871–1907 och i Gävleborgs läns landsting 1882–1892. 
Han var riksdagsledamot i andra kammaren för Gävle valkrets, två omgångar, från höstriksdagen 1887 till 1893 samt 1897–1905. I riksdagen var han partilös fram till år 1900, då han anslöt sig till det nybildade Liberala samlingspartiet. Han var bland annat ledamot i bevillningsutskottet 1901-05 och ägnade sig främst åt näringslivsfrågor. Han skrev 32 egna motioner i riksdagen, om näringslivsfrågor, särskilt med anknytning till handel och sjöfart, t ex stipendier för handelsutbildning, upphävande konsulatsavgiften, avskaffande av tullen på av fartyg och fartygsmateriel samt skattebefrielse för rederier. En motion gällde inskränkningar i lagstiftningen om barnarbete, en annan åtgärder i samband med unionskrisen, bl a beslut om ett större kreditiv gör den händelse "att det, för hävdande av Sveriges ära och rätt, fordras vidtagande av utomordentliga åtgärder".
Han var far till Erik Brodin (1872–1931), som var redare och 1915-21 delägare i Erik Brodins Varvs AB i Gävle, samt grosshandlaren Karl August Brodin och skeppsredarna Olof (1869–1935) och Gustav Leopold Brodin.